# Perm (Permski kraj, Rusija)
Perm (ruski: Пермь) je grad u Rusiji, na obalama rijeke Kame, u podnožju gorja Ural - granice Europe i Azije. Njegov zemljopisni položaj je 58°00′N 56°14′E / 58.000°N 56.233°E.
Broj stanovnika: 1.000.100 (2003. godine)

## Povijest
Perm je osnovan 17. svibnja 1723. i ima status grada od 1781.
Od 1940. do 1957. grad se zvao Molotov(Мо́лотов), po Vjačeslavu Molotovu.
Glavni je grad Permskog kraja, koja je dio Privolškog saveznog okruga.

## Gospodarstvo
Grad je veliko upravno, industrijsko, znanstveno i kulturno središte. Glavne industrije u njemu su strojogradnja, obrambena industrija, proizvodnja nafte (oko 3% ruske proizvodnje), prerada nafte, kemijska i petrokemijska, drvoprerađivačka i prehrambena industrija.
Perm je sjedište nekolicine velikih sveučilišta.

## Sporazumi s drugim gradovima
Grad Perm surađuje s nekoliko svjetskih gradova s kojima ima potpisane ugovore o partnerstvu i sporazume o međusobnoj suradnji:
- Agrigento, Italija
- Louisville, Kentucky, SAD (1994.)
- Oxford, Ujedinjeno Kraljevstvo
- Duisburg, Njemačka (2007.)
- Čerkasi, Ukrajina
- Shenzhen, Kina

## Šport
- FK Amkar Perm, nogometni klub
- Ural Great, košarkaški klub

2002. je grad Perm bio domaćinom europskog prvenstva u amaterskom boksu.

## Zanimljivosti
Ruski pisac Boris Pasternak je u svome romanu "Doktor Živago" dio radnje smjestio u izmišljenom gradu Juriatinu kojeg je napravio po predlošku ovoga grada.
Za ovu tvrdnju postoji i mnogo dokaza u samome romanu.
Naime, Pasternak nije nazive mnogih ulica koje se spominju u Juriatinu mijenjao kada je grad Perm uzeo kao predložak za ovaj grad. Jedan od primjera koji potvrđuju ovu tezu je činjenica kako je javna čitaonica u kojoj su se Juri i Larisa slučajno sreli u Juriatinu točno ondje gdje se ona nalazi i u suvremenom Permu.

## Vanjske poveznice
- Službene stranice  Arhivirana inačica izvorne stranice od 30. svibnja 2005. (Wayback Machine) (na ruskom)
- Baština Pemske regije  Arhivirana inačica izvorne stranice od 30. svibnja 2005. (Wayback Machine) (na engleskom i ruskom jeziku)
- Permska Trgovačka i industrijska komora  Arhivirana inačica izvorne stranice od 2. prosinca 2012. (Wayback Machine) (na engleskom i ruskom jeziku)
- Virtualni muzej Romanovih u Permu  Arhivirana inačica izvorne stranice od 1. veljače 2004. (Wayback Machine)
- http://www.kommersant.com/tree.asp?rubric=5&node=406&doc_id=-62  Arhivirana inačica izvorne stranice od 20. listopada 2005. (Wayback Machine) - Perm i Permska regija - Informacije o Kommersant Publishingo (također, vidi ostale ruske subjekte Federacije)